# Physetica phricias
Physetica phricias är en fjärilsart som beskrevs av Edward Meyrick 1888. Physetica phricias ingår i släktet Physetica och familjen nattflyn. Inga underarter finns listade i Catalogue of Life.